# Anders Erik Backman
Anders Erik Backman född 8 november 1839 i Rogsta församling, Hälsingland, död 17 november 1910 i Sundsvalls Gustav Adolfs församling, var en Baptistpredikant och författare. 

## Psalmer
- När jag från Pisgas höjder ser nr 469 i Svenska Missionsförbundets sångbok 1920.